# Robert Dixon (Musikproduzent)
Bobby Digital, bürgerlich Robert Dixon (* um 1960 in Kingston; † 21. Mai 2020), war ein jamaikanischer Dancehall-Produzent. Er begann 1985 in Kingston, mit King Jammy zu arbeiten. Seinen Künstlernamen bekam er, weil er und King Jammy zu dieser Zeit anfingen, mit digitalen Rhythmen zu experimentieren. 1988 machte er sich mit dem Digital-B-Label selbständig. Unter anderem produzierte er Sizzla, Garnett Silk, Beenie Man, Shabba Ranks und Gentleman.